# Eliezer Steinman
Eliezer Steinman (en hebreo: אליעזר שטיינמן‎); (Obodovka, Imperio Ruso, 1892 - Tel Aviv, Israel, 7 de agosto de 1970) fue un escritor, periodista y editor israelí. Fue galardonado en 1959 con el Premio Bialik y en 1963 con el Premio Israel de Literatura.

## Biografía
Steinman nació en 1892 en la Zona de Asentamiento, Obodovka, Gobernación de Podolia, Imperio Ruso (después de la Primera Guerra Mundial parte de Polonia, actualmente Obodivka, Ucrania). Poco después de su nacimiento, la familia se mudó a la vecina Besarabia y se estableció en Chisináu, En su juventud, mientras estudiaba en una yeshivá para recibir, a los 15 años, el smich de rabino, comenzó a publicar sus primeros cuentos. A partir de 1910, sus obras, en yidish y en hebreo, comenzaron a publicarse en periódicos como "Rashaphim", "Ha-Shiluach" y " Ha-Tsfira " y se ganaba la vida como maestro. Durante esos años, se asoció con David Frischmann y Jaim Najman Bialik, quienes trabajaron para obtener su liberación del servicio militar en el Ejército Imperial Ruso.
En 1917, después de la Revolución de Octubre, adoptó la ideología comunista y pidió que se le permitiera desarrollar la cultura hebrea acorde con ese espíritu. Se mudó a Moscú y comenzó a trabajar para la editorial Shtiebal y publicó su primera novela: Sahour, Sahour. En 1919, se mudó a Odesa y publicó el folleto "El comunista hebreo". A partir de 1920, Steinman fue uno de los escritores habituales de "Ha-Tsfira" y del periódico yidish, "Der Mament" (El Momento). En 1923 a 1924, publicó la revista "Kolot" (Voces). Su círculo social incluía a Shlomo Zemach y a escritores de la joven generación.
En 1924, Steinman emigró con su familia a Eretz Israel y escribió para Haaretz y HaOlam, al tiempo que comenzó a trabajar en la Unión de Escritores Hebreos. Se convirtió en el primer editor de la revista literaria hebrea "Katuvim" en 1926, que fue fundada por iniciativa de Jaim Najman Bialik. La revista tomó su nombre del grupo Katuvim fundado por Steinman, Avraham Shlonsky y otros para buscar la renovación de la literatura hebrea. De 1932 a 1933, Steinman fue el único editor de la revista, que, sin embargo, perdió el apoyo de la Unión de Escritores Hebreos. Posteriormente fue columnista de Davar, y también contribuyó regularmente a publicaciones periódicas literarias y colecciones en Israel y en el extranjero. A lo largo de estos años, Steinman continuó escribiendo y publicó muchos libros, incluidos libros de ensayo, novelas, libros para niños y antologías.
En 1959 Steinman fue galardonado con el Premio Bialik, y en 1963 con el Premio Israel de Bellas Letras. Uno de sus principales círculos de actividad fue la reescritura de las tradiciones jasídicas de una manera apropiada para el período contemporáneo; como parte de esta actividad, escribió la serie de libros "Cerveza del jasidismo". Steinman falleció el 7 de agosto de 1970 en Tel Aviv. Fue enterrado en la Avenida de los Escritores del cementerio Kiryat Shaul.
En sus últimos años estuvo en estrecho contacto con el Rebe de Lubavitch, que Incluso lo animó a escribir los libros "El pozo del jasidismo" y se acercó a la observancia parcial de la Torá y las Mitzvot por el rabino Avraham Hanoch Glitzenstein.
Sus hijos fueron los escritores Nathan Shaham (1925-2018) y David Shaham (1923-2012) . Su nieta es la escritora y conservadora de museo Orit Shaham-Gover.

## Premios y distinciones
- En 1959, Steinman fue co-receptor, junto con Avraham Shlonsky, del Premio Bialik de Literatura.[5]
- En 1963, fue galardonado con el Premio Israel de Bellas letras.[6]